# Cerro Nevado
Cerro Nevado är ett berg i Argentina.   Det ligger i provinsen Mendoza, i den centrala delen av landet, 900 km väster om huvudstaden Buenos Aires. Toppen på Cerro Nevado är 3 769 meter över havet, eller 24 meter över den omgivande terrängen. Bredden vid basen är 0,29 km.
Terrängen runt Cerro Nevado är kuperad åt sydväst, men åt nordost är den bergig. Cerro Nevado är den högsta punkten i trakten. Runt Cerro Nevado är det mycket glesbefolkat, med 5 invånare per kvadratkilometer.. Det finns inga samhällen i närheten. 
Omgivningarna runt Cerro Nevado är i huvudsak ett öppet busklandskap.